# Asbury, Missouri
Asbury är en ort i Jasper County i Missouri. Vid 2010 års folkräkning hade Asbury 207 invånare.